# Jašmah-Adad
Jašmah-Adad byl mladší syn amoritského krále Šamši-Adada I. Jeho otec jej dosadil na trůn v Mari, které dobyl po smrti Jahdun-Lima. Jašmah-Adad spravoval jihozápad Šamši-Adadova království, jeho starší bratr Išme-Dagán I. ovládal jihovýchodní území a sám Šamši-Adad se soustředil na severní část. Jašmah-Adadova vláda v Mari skončila, když jeho otec zemřel a Zimri-Lim si se svou armádou trůn v Mari podmanil. Jašmah-Adad buďto utekl, nebo byl zabit. 

## Politické manželství
Šamši-Adad I. hrál důležitou roli v Jašmah-Adadově životě. Aby Šamši-Adad upevnil spojenectví s městským státem Qatna, spojencem v boji proti nepřátelskému státu Jamhad, oženil svého syna Jašmah-Adada s princeznou Beltum, dcerou tamějšího krále Iški-Adada. Iški-Adad si přál, aby měla jeho dcera v paláci vedoucí roli, ale Jašmah-Adad byl již ženatý s dcerou Jahdun-Lima. Beltum se nakonec stala jeho vedlejší manželkou, což se nelíbilo Šamši-Adadovi I., který chtěl, aby byla Beltum hlavní.
Ačkoliv měli oba Šamši-Adadovi synové tituly a oficiálně vládli, byli dle všeho pouze politickými loutkami plnícími příkazy svého otce.

## Vztahy v rodině
Šamši-Adad I. si velmi stěžoval na svého syna. Jašmah-Adad byl obviněn z toho, že je líný, shovívavý a neplní své královské povinnosti. Jeho bratr Išme-Dagán a jeho otec jej často zesměšňovali. Je známo několik dopisů, ve kterých píše Šamši-Adad I. svému synovi a stěžuje si na jeho nedospělé chování, špatnou vládu, neplnění královských funkcí na rozdíl od jeho bratra Išme-Dagána I., který hrdě vede armádu.
Ačkoliv vojenské kampaně a kritika nalezená v dopisech od jeho otce i bratra líčí Jašmah-Adada v negativním světle, dopis z Mari nám poskytuje jiný úhel pohledu. V tomto dopise žádá Išme-Dagán I. svého bratra, aby se s jeho lékařem podělil o své lékařské schopnosti. Dle všeho byl Jašmah-Adad znalý v lékařství.